# グレッグ・パティロ
グレッグ・パティロ（Greg Pattillo,1977年- ）は、アメリカ合衆国のヒューマンビートボックス･フルート演奏家。ワシントン州シアトル出身。
クリーブランド音楽院のフルート科で修士号を取得。ここではクリーブランド管弦楽団の首席フルート奏者ジョシュア･スミス（Joshua Smith）に師事した。
その後はサンフランシスコやニューヨークでの路上パフォーマンスを中心に活動を展開し、2007年6月にはメトロポリタン・トランスポーテーション・オーソリティに21人の優れたストリートミュージシャンに選ばれた。これにより地下鉄の駅構内での演奏が許されることとなった。
現在はニューヨークブルックリン地区を中心に活動している。